# Кароль Островський
Кароль Островський (пол. Karol Ostrowski, 2 вересня 1999) — польський плавець.
Учасник Олімпійських Ігор 2020 року.
Призер Чемпіонату Європи з плавання на короткій воді 2019 року.
Призер Чемпіонату світу з плавання серед юніорів 2017 року.